# Pitta Joffe
Hileen Joffe (geborene Hileen Rowe; * 21. November 1947 in Johannesburg, Transvaal), besser bekannt als Pitta Joffe, ist eine südafrikanische Botanikerin und Sachbuchautorin. 

## Leben
Joffe wuchs auf einer Farm in Muldersdrift auf, wo ihr Interesse an einheimischen Pflanzen geweckt wurde. Sie besuchte die Roosevelt High School in Johannesburg und erwarb ihren Bachelor-Abschluss in Botanik und Zoologie an der Witwatersrand-Universität. Sie arbeitete ein Jahr lang im Herbarium des Botanischen Gartens Kirstenbosch, bevor sie heiratete und nach Pretoria zog. Als ihre vier Kinder noch klein waren, experimentierte sie in ihrem Garten mit dem Anbau einheimischer Pflanzen. Später arbeitete sie in verschiedenen Funktionen für das National Botanical Institute (NBI), bis sie 2003 in den Ruhestand ging.
Unter ihrem ersten Chef am NBI, Mike Wells, begann sie Pflanzen auf ausgedehnten Exkursionen durch Südafrika zu fotografieren. Mit ihrem Mann legte sie eine Sammlung von Pflanzendias an, die die Grundlage für ihr erstes Buch The Gardener’s Guide to South African Plants (1993) bildete. Dieses Werk ermöglichte es Gärtnern im ganzen Land, diese Pflanzen zu züchten und zu verkaufen. 1995 erstellte sie im Auftrag des NBI den Führer Dassie Trail: Pretoria National Botanical Garden und 1996 das Werk  Hardy Highveld plants. 1996 wurden 850 Fotografien von Joffe im Buch Making the most of indigenous trees von Fanie Venter verwendet. 2001 erschien das Buch Creative gardening with indigenous plants: a South African guide und 2003 das Werk Easy guide to indigenous shrubs. Im selben Jahr veröffentlichte sie die Schrift Skeppende tuinmaak met inheemse plante: ’n Suid-Afrikaanse gids.
Joffe trug rund 1030 Herbarbelege zusammen, die aus der Kapprovinz, der ehemaligen Provinz Transvaal, der Provinz Freistaat, aus KwaZulu-Natal und Namibia stammen. Ihre Sammlungen befinden sich im Compton Herbarium des South African National Biodiversity Institute (SANBI) in Kapstadt und im National Herbarium in Pretoria.